# Lindsey Buckingham
Pour les articles homonymes, voir Buckingham.
 (septembre 2024).
Si vous disposez d'ouvrages ou d'articles de référence ou si vous connaissez des sites web de qualité traitant du thème abordé ici, merci de compléter l'article en donnant les références utiles à sa vérifiabilité et en les liant à la section « Notes et références ».
Lindsey Adams Buckingham, né le 3 octobre 1949 à Palo Alto, Californie, est un musicien américain, chanteur, compositeur et producteur, plus connu comme guitariste et l'un des chanteurs de Fleetwood Mac de 1975 à 1987, puis de 1997 à 2018. Outre ses activités avec ce groupe, Buckingham a également publié six albums studio et trois albums live sous son nom en plus d'un album en duo avec Christine McVie. En tant que membre de Fleetwood Mac, il a été intronisé au Temple de la renommée du rock and roll en 1998. En 2011, il a été classé 100e dans la liste des 100 meilleurs guitaristes de tous les temps en 2011 par Rolling Stone Magazine. Buckingham est connu pour son style de guitare finger-picking.
Fleetwood Mac, le groupe qui a donné à Buckingham sa plus grande visibilité, a été formé en 1967, par Peter Green, Mick Fleetwood et John McVie, trois ex-Bluesbreakers de John Mayall. Après que Green a quitté le groupe, ils ont connu quelques années tumultueuses, sans leader stable. Buckingham a été invité à rejoindre Fleetwood Mac en 1975 ils avaient enregistré dans le même studio et le groupe se cherchait un guitariste ainsi qu'un chanteur masculin. Comme condition à l'adhésion, Buckingham a insisté pour que sa partenaire musicale et romantique Stevie Nicks soit incluse. Buckingham et Nicks sont ainsi devenus le visage de Fleetwood Mac durant leur période la plus fructueuse sur le plan commercial, soulignée par l'album Rumours multi-platine, qui se vendra à plus de 40 millions d'exemplaires dans le monde. Bien que très réussi, le groupe a connu un conflit créatif et personnel presque constant, et Buckingham a quitté le groupe en 1987 pour se concentrer sur sa carrière solo.
Une réunion unique au banquet d'inauguration de 1993 pour le président Bill Clinton initiera un rapprochement entre les anciens membres du groupe, Buckingham effectuant les chœurs sur une chanson, Nothing Without You de leur album Time en 1995 et rejoignant le groupe à temps plein en 1997 pour la tournée dont témoigne l'album live The Dance. Fleetwood Mac a annoncé que Buckingham a été renvoyé du groupe le 9 avril 2018, à cause d'un différend sur la tournée du groupe qui s'est déroulé en 2019 et il fut remplacé par Mike Campbell et Neil Finn.

## Biographie

### Jeunesse
Lindsey Buckingham est né à Palo Alto, en Californie. Il est le troisième et dernier fils de Morris Buckingham et  Rutheda (née Elliott). Les enfants Buckingham grandissent à Atherton, dans la région de la baie de San Francisco, et sont encouragés à se consacrer à la natation durant leurs études au lycée Menlo Atherton. Si Lindsey finit par abandonner le sport pour se consacrer à la musique, son frère aîné Greg poursuit dans cette voie et remporte une médaille d'argent lors des épreuves de natation aux Jeux olympiques d'été de 1968 à Mexico. Lindsey étudie à l'université d'État de San José mais n'obtient pas de diplôme.
Buckingham commence à jouer de la guitare sur un jouet Mickey Mouse en accompagnant les 45 tours de son autre frère Jeff. Ses parents lui achètent sa première guitare, une Harmony à 35 dollars. Il n'a jamais appris à lire les partitions et n'a jamais pris de cours de guitare. À l'âge de 13 ans, il s'intéresse à la musique folk et s'inspire de méthodes de banjo pour reproduire le style énergique du Kingston Trio. De 1966 à 1971, il est bassiste et chanteur au sein du Fritz Rabyne Memorial Band, un groupe de folk rock psychédélique de la région de la baie. Peu après son entrée dans le groupe, il invite une amie, Stevie Nicks, à les rejoindre comme deuxième chanteuse. Ils commencent à entretenir une relation amoureuse après leur départ de Fritz, cinq ans plus tard.

### Buckingham Nicks
En 1972, Buckingham et Nicks enregistrent sept démos sur un magnétophone à quatre pistes Ampex dans l'usine de torréfaction de son père, à Daly City, avant de se rendre à Los Angeles pour démarcher les maisons de disques. Le duo décroche un contrat avec Polydor en 1973 et sort un album au mois de septembre. Intitulé Buckingham Nicks, il est produit par Keith Olsen avec l'ingénieur du son Richard Dashut. Faute de ventes suffisantes, le label met un terme à leur contrat. Pour gagner un peu d'argent, Buckingham rejoint le groupe de Don Everly, interprétant les parties de chant de son frère Phil.
En visite aux studios Sound City de Los Angeles, le batteur Mick Fleetwood écoute Frozen Love, une des chansons de l'album Buckingham Nicks. Impressionné, il s'enquiert de l'identité du guitariste. Le hasard veut que Buckingham et Nicks se trouvent aussi dans le studio à ce moment-là, en train d'enregistrer des démos, et les deux hommes font ainsi connaissance. En décembre 1974, lorsque Bob Welch quitte Fleetwood Mac, Mick Fleetwood contacte immédiatement Buckingham pour lui proposer la place. Le guitariste accepte, à condition que Nicks puisse elle aussi rejoindre le groupe, ce que Fleetwood accepte.
Avant de devenir membres de Fleetwood Mac, Buckingham et Nicks effectuent une courte tournée de promotion de leur album en duo dans le sud des États-Unis. Ils sont accompagnés sur scène par les batteurs Bob Aguirre et Gary Hodges et le bassiste Tom Moncrieff.

### Avec Fleetwood Mac
Le premier album de Fleetwood Mac avec Buckingham et Nicks, Fleetwood Mac, sort en juillet 1975 et se classe no 1 des ventes aux États-Unis. Il inclut Monday Morning et I'm So Afraid, deux compositions de Buckingham prévues pour le deuxième Buckingham Nicks. Publié en 1977, le deuxième album de la nouvelle formation de Fleetwood Mac, Rumours, propulse le groupe au statut de superstar et devient l'un des albums les plus vendus de tous les temps. Le premier single qui en est extrait, Go Your Own Way, s'adresse à Stevie Nicks à la suite de la fin de leur relation. Il se classe dans le Top 10 américain.
Souhaitant ne pas reproduire la même formule, Buckingham tire le groupe dans une direction plus expérimentale, puisant son inspiration chez des groupes post-punk comme les Talking Heads. Il s'implique fortement dans l'enregistrement et la production de Tusk, un double album qui sort en 1980. Les ventes restent bonnes, mais inférieures à celles de Rumours, ce qui déplaît à la maison de disques Warner Bros., d'autant que son enregistrement a coûté plus d'un million de dollars.
Après une grande tournée mondiale, les membres de Fleetwood Mac prennent une année de pause avant de se retrouver pour enregistrer Mirage (1982). Plus conventionnel que Tusk, c'est le troisième no 1 du groupe aux États-Unis. Cinq années s'écoulent avant la sortie d'un nouvel album de Fleetwood Mac, dont les membres connaissent entre-temps le succès dans leurs carrières solo respectives. Pour Tango in the Night (1987), Buckingham apporte plusieurs chansons prévues pour ce qui devait être son troisième album solo, dont Big Love, la chanson-titre, Family Man, You and Me et Caroline. Grâce à une série de singles à succès (dont Big Love, premier extrait du disque, qui atteint le Top 10 aux États-Unis), l'album connaît des ventes inégalées pour le groupe depuis Rumours dix ans plus tôt.
Buckingham annonce son départ de Fleetwood Mac après la sortie de Tango in the Night. Il explique ne pas avoir envie de repartir en tournée et avoir besoin de se libérer des relations interpersonnelles difficiles avec les autres membres du groupe, notamment Nicks. Pour le remplacer, le groupe fait appel à deux guitaristes, Rick Vito et Billy Burnette.

### En solo
Après le succès de Rumours, Buckingham produit des disques pour Walter Egan et John Stewart et commence à travailler sur son premier album solo. Law and Order sort en 1981. Avec des apparitions de Mick Fleetwood et Christine McVie, l'album s'inscrit dans la lignée des chansons décalées et éclectiques de Tusk, avec un son parfois lo-fi et new wave. Il inclut notamment le single Trouble qui se classe dans le Top 10 aux États-Unis et no 1 des ventes en Australie pendant trois semaines.
En 1983, Buckingham écrit et interprète les chansons Holiday Road et Dancin' Across the USA pour le film Bonjour les vacances... (National Lampoon's Vacation). Il participe à d'autres bandes originales par la suite, notamment celle de Retour vers le futur (1985) avec la chanson Time Bomb Town, sur laquelle il joue de tous les instruments sauf la batterie.
Après la fin de sa relation de sept ans avec Carol Ann Harris, Buckingham publie son deuxième album solo, Go Insane, en 1984. La chanson-titre rencontre un succès modéré (no 23 aux États-Unis). D'après Harris, elle concerne leur rupture, mais Buckingham affirme en 2008 l'avoir écrite en s'inspirant de ses rapports avec Stevie Nicks après leur rupture. La dernière chanson de l'album, D. W. Suite, est un hommage à Dennis Wilson, le batteur des Beach Boys mort l'année précédente. En 1985, Buckingham participe à l'enregistrement du single caritatif We Are the World de USA for Africa.
Après son départ de Fleetwood Mac, Buckingham consacre près de cinq ans à l'enregistrement de son troisième album solo, Out of the Cradle, qui sort en 1992. Sa relation avec Nicks et sa décision de quitter le groupe servent d'inspiration à plusieurs de ses chansons : Wrong est une réponse douce-amère à la biographie publiée par Mick Fleetwood. Malgré de bonnes critiques, les ventes sont très inférieures à celles que connaît Fleetwood Mac. Buckingham donne sa première tournée en solo en 1992-1993 avec un groupe d'accompagnement comprenant notamment sept guitaristes supplémentaires.
Buckingham enregistre son quatrième album, Gift of Screws, entre 1995 et 2001. La maison de disques Warner Bros. / Reprise le convainc de laisser ce disque de côté et d'en reprendre les meilleures chansons pour un nouveau Fleetwood Mac. Ainsi, sept chansons prévues pour cet album paraissent en 2003 sur Say You Will du Mac, dans des versions plus ou moins identiques à celles enregistrées par Buckingham en solo. Gift of Screws est finalement publié en 2008, avec trois chansons du projet avorté et sept nouvelles compositions.
Le 4 octobre 2006, à l'occasion de son 57e anniversaire, Buckingham sort un album acoustique intitulé Under the Skin. Il joue de tous les instruments, sauf sur deux chansons auxquelles participent John McVie et Mick Fleetwood. Une tournée de promotion commence trois jours après la sortie du disque et dure jusqu'à la fin du mois de juin 2007. Le concert du 27 janvier 2007 au Bass Performance Hall de Fort Worth est publié en CD et en DVD.
Le 3 novembre 2010, le site Web de Buckingham a annoncé qu'il travaillait sur un album sans titre avec une sortie prévue au début de 2011.  Buckingham avait fini d'enregistrer l'album, intitulé Seeds We Sow en avril, et le 22 avril 2011, il a filmé un concert pour la sortie du DVD pour soutenir l'album. Seeds We Sow a été publié le 6 septembre 2011. Le 10 septembre, Buckingham a lancé la tournée à Reno, au Nevada et elle s'est terminée à Tulsa Oklahoma, le 14 novembre. Buckingham avait prévu de faire sa première tournée solo au Royaume-Uni et en Irlande en décembre. Cependant, début décembre, Buckingham a reporté toutes les dates au Royaume-Uni en raison d'une blessure au dos. Les dates du Royaume-Uni ont ensuite été annulées.
Buckingham a commencé une tournée "solo" (sans accompagnement) aux États-Unis le 3 mai 2012, à Solana Beach, en Californie et en novembre 2012, il a sorti un album live de cette tournée, One Man Show, en téléchargement sur iTunes, enregistré à partir d'une seule nuit à Des Moines, Iowa. L'album a été publié sur le propre label de Buckingham, "Buckingham Records LLC".
Lindsey Buckingham et Christine McVie ont annoncé un nouvel album intitulé Lindsey Buckingham/Christine McVie, qui inclut aussi Mick Fleetwood et John McVie. L'album sort le 9 juin 2017, précédé du single In My World. Une tournée de 38 dates débute le 21 juin et se terminée le 16 novembre.

### Retour à Fleetwood Mac
En 1992, le président nouvellement élu Bill Clinton a demandé à Fleetwood Mac de se réunir pour interpréter la chanson qu'il avait choisie pour sa campagne, le Don't Stop de Christine McVie, lors de sa cérémonie inaugurale. Buckingham a accepté de faire partie de la performance, mais l'expérience était quelque chose d'unique pour le groupe, qui était encore très en désaccord et n'avait pas l'intention de se réunir officiellement.
Alors qu'il rassemblait du matériel pour un quatrième album solo prévu au milieu des années 1990, Buckingham a contacté Mick Fleetwood pour obtenir de l'aide sur une chanson. Leur collaboration a duré plus longtemps que prévu, et les deux ont finalement décidé de faire appel à Stevie Nicks, John et Christine McVie. La vieille chimie du groupe était clairement toujours là, et les plans pour une tournée de réunion étaient bientôt dans leurs projets. En 1997, Buckingham et ses quatre compagnons du groupe Fleetwood Mac, de l'époque de Rumours, sont partis pour la première fois ensemble depuis 1982 lors d'une tournée de retrouvailles intitulée The Dance. La tournée a été extrêmement réussie et a fait beaucoup pour réparer les dégâts qui avaient été causés entre Buckingham et ses compagnons du groupe. Cependant, Christine McVie a quitté le groupe en 1998 à cause de sa phobie de voler, préférant être avec sa famille au Royaume-Uni, faisant ainsi du groupe un quatuor. En 2003, le groupe reformé sort le premier album studio impliquant Buckingham et Nicks en 15 ans, Say You Will. La chanson de Buckingham Peacekeeper devint le premier single de l'album et le groupe a fait une tournée mondiale qui durerait près d'un an et demi.
Le groupe a fait une tournée en 2009, avec la première date de la tournée "Unleashed" le 1er mars 2009, à Mellon Arena (Pittsburgh). Christine McVie n'était pas impliquée dans ce projet. En 2013, Fleetwood Mac est de nouveau en tournée en tant que groupe de quatre musiciens en Amérique du Nord, en Europe et au Royaume-Uni. La tournée «Live World» a débuté le 4 avril 2013 à Columbus, Ohio. Le 30 avril, le groupe sort son premier nouvel album studio depuis Say You Will en 2003 en téléchargement numérique sur ITunes avec un EP de quatre titres contenant trois nouvelles chansons de Buckingham et une nouvelle chanson issue des sessions de Buckingham Nicks (Without You).
Le 11 janvier 2014, Mick Fleetwood a annoncé que Christine McVie rejoindrait Fleetwood Mac, la nouvelle a été confirmée le 13 janvier par la principale publiciste du groupe, Liz Rosenberg. Cette dernière a également déclaré qu'une annonce officielle concernant un nouvel album et une tournée serait à venir.
Avec le spectacle, un circuit nord-américain de 33 villes a ouvert ses portes à Minneapolis, au Minnesota, le 30 septembre 2014. Une série de dates de mai-juin 2015 au Royaume-Uni a été mise en vente le 14 novembre. Des dates supplémentaires ont été ajoutées, se prolongeant en novembre.
En janvier 2015, Buckingham a suggéré que le nouvel album et la nouvelle tournée pourraient être le dernier acte de Fleetwood Mac et que le groupe cesserait d'opérer en 2015 ou peu de temps après. Il a conclu: "Nous allons continuer à travailler sur le nouvel album et les trucs solo vont attendre un peu, pendant un an ou deux. Une belle façon de conclure ce dernier acte". D'un autre côté, Mick Fleetwood a déclaré que le nouvel album pourrait prendre quelques années et qu'il attendait des contributions de Stevie Nicks, qui a été ambivalente à l'idée de s'engager pour un nouveau disque.
En août 2016, Fleetwood a révélé que bien que le groupe ait "une énorme quantité de musique enregistrée", pratiquement aucun ne présente  Stevie Nicks. Buckingham et Christine McVie ont cependant contribués à plusieurs chansons pour ce nouveau projet. Fleetwood a dit en entrevue au magazine "Ultimate Classic Rock", "Elle [McVie] ... a écrit une tempête ... Elle et Lindsey pourraient probablement avoir un puissant album en duo si elles le veulent, en vérité, j'espère que ça va aller plus loin. Il y a vraiment des dizaines de chansons, et elles sont vraiment bonnes, alors nous verrons".
Fleetwood Mac prévoit entreprendre une autre tournée en octobre 2018. Fleetwood Mac a joué en vedettes la deuxième nuit du concert Classic West (le 16 juillet 2017 au Dodger Stadium de Los Angeles) et la deuxième nuit du concert Classic East (au Citi Field de New York le 30 juillet 2017). Le 9 avril 2018, il a été annoncé que Buckingham et Fleetwood Mac s'étaient de nouveau séparés. Il a été remplacé par Neil Finn ex-Split Enz à la guitare et au chant ainsi que Mike Campbell aussi guitariste, connu pour avoir joué avec Tom Petty and The Heartbreakers.

## Style musical
Contrairement à la plupart des guitaristes rock, Buckingham ne joue pas avec un médiator; au lieu de cela, il joue les cordes avec ses doigts et ses ongles. Initialement après avoir rejoint Fleetwood Mac, Buckingham a utilisé une Gibson Les Paul. Avant le groupe, une Fender Telecaster était sa guitare principale, et a été utilisé sur son premier album avec Fleetwood Mac. En 1979, il a travaillé avec Rick Turner, propriétaire de Renaissance Guitars pour créer le Model One. Il l'a beaucoup utilisé depuis, à la fois avec Fleetwood Mac et pour ses efforts solo. Il utilise un Taylor Guitar 814ce pour la plupart de ses performances acoustiques et a également utilisé une célébrité d'Ovation dans le passé. Dans les années 1980, il a aussi largement utilisé le synthétiseur Fairlight CMI.
Ses influences incluent Brian Wilson et Phil Spector. Buckingham a aussi beaucoup travaillé en tant que producteur pour Fleetwood Mac et pour son travail solo: «Je me considère comme un styliste, et le processus d'écriture d'une chanson fait partie intégrante de l'assemblage en studio».
Dans une interview avec Guitar World Acoustic Magazine, Buckingham a déclaré:
«J'ai toujours cru que je devais jouer pour mettre en valeur la chanson, pas pour mettre en évidence le joueur. La chanson est tout ce qui compte. Vous pouvez choisir d'y aller de deux façons. Vous pouvez essayer d'être quelqu'un comme Eddie Van Halen, qui est un grand guitariste, un virtuose. Pourtant, il ne fait pas de bons disques car ce qu'il joue est totalement perdu dans le contexte de la musique de ce groupe. Ensuite, il y a des guitaristes comme Chet Atkins, qui n'étaient pas là pour essayer de se mettre en valeur comme des guitar-heroes, mais qui utilisaient la guitare comme un outil pour faire de bons disques. Je me souviens d'avoir aimé le travail de Chet quand j'étais gamin, mais ce n'est que plus tard, quand j'ai vraiment écouté ses parties de guitare, que j'ai réalisé à quel point elles faisaient partie du tissu de la chanson».
Et dans une autre interview à Guitar World, il a dit à propos de l'utilisation de ses doigts plutôt que d'un médiator:
«Eh bien, ce n'est pas vraiment un choix du tout. Vous savez, j'ai commencé à jouer très jeune et dès le début, les gens que j'écoutais avaient un peu ce style de picking. Probablement le premier guitariste que j'essayais d'imiter était Scotty Moore, quand j'avais peut-être 6 ou 7 ans. Il jouait avec un médiator, mais il utilisait aussi les doigts. Et beaucoup de guitaristes de studio, comme Chet Atkins, jouaient avec les doigts ou un médiator. Puis j'ai écouté une certaine quantité de jeux de guitare classique léger. Et bien sûr, plus tard, quand la première vague de rock'n'roll est tombée, la musique folk était très populaire et très influente dans mon style. Donc c'était vraiment moins un choix que ce à quoi j'en suis arrivé. J'utilise un médiator de temps en temps. Je l'utilise certainement plus en studio quand je veux obtenir un certain ton. Mais c'est juste comme ça que j'y suis arrivé. Je n'ai pas appris à ce niveau. J'ai juste compris les choses selon mes propres termes. Je suppose que c'était l'un des moyens par lesquels je suis devenu à l'aise et où je me suis installé».

## Vie privée
Le 8 juillet 1998, la partenaire de Buckingham, Kristen Messner, a donné naissance à leur fils, William Gregory Buckingham. Lindsey et Kristen se sont ensuite mariés en 2000, alors qu'elle avait 30 ans et Lindsey 51 ans; par la suite elle a donné naissance à une fille, Leelee, la même année. Leur troisième enfant, Stella, est née le 20 avril 2004. La chanson "It Was You" de son album Under the Skin rend hommage aux trois enfants en utilisant leurs prénoms.

## Opération à cœur ouvert
Lindsey a été opéré à cœur ouvert en février 2019. Son épouse, Kristen, a déclaré: "Lindsey a eu de graves douleurs à la poitrine à la fin de la semaine dernière. Il a alors été emmené à l'hôpital. L'opération a été une réussite mais malheureusement, la procédure de sauvetage a causé des dommages à ses cordes vocales, dont la permanence est incertaine. Lindsey se remet lentement à la maison avec mon soutien et celui de ses enfants."

## Discographie

### Solo

#### Albums studio
- 1973 : Buckingham Nicks (avec Stevie Nicks)
- 1981 : Law and Order
- 1984 : Go Insane
- 1992 : Out of the Cradle
- 2006 : Under the Skin
- 2008 : Gift of Screws
- 2011 : Seeds We Sow
- 2017 : Lindsey Buckingham Christine McVie (avec Christine McVie)
- 2021 : Lindsey Buckingham

#### Albums en concert
- 2008 : Live at the Bass Performance Hall
- 2011 : Songs from the Small Machine
- 2012 : One Man Show

#### Compilations
- 1992 : Words & Music: A Retrospective
- 2018 : Solo Anthology: The Best of Lindsey Buckingham
- 2024 : 20th Century Lindsey (Coffret 4CD : les 3 premiers albums solo remasterisés + 1CD "20th Century Rarities")

### Singles
- 1981 : Trouble (#9 Hot 100, #12 Mainstream Rock)
- 1981 : It Was I (#110 Hot 100)
- 1983 : National Lampoon's Holiday Road (#83 Hot 100)
- 1984 : Go Insane (#23 Hot 100, #4 Mainstream Rock)
- 1984 : Slow Dancing (#106 Hot 100)
- 1992 : Wrong (#23 Mainstream Rock)
- 1992 : Countdown (#38 Mainstream Rock)
- 1992 : Soul Drifter
- 1993 : Don't Look Down
- 2006 : Show You How
- 2008 : Did You See Me
- 2011 : Holiday Road (Live)
- 2011 : Seeds We Sow
- 2011 : In Our Own Time
- 2011 : When She Comes Down
- 2011 : The End of Time
- 2015 : National Lampoon's Holiday Road

### Avec Fleetwood Mac
- 1975 : Fleetwood Mac
- 1977 : Rumours
- 1979 : Tusk
- 1980 : Live (en concert)
- 1982 : Mirage
- 1987 : Tango in the Night
- 1997 : The Dance (en concert)
- 2003 : Say You Will
- 2004 : Live in Boston (en concert)

### Collaborations
- 1976 : Warren Zevon de Warren Zevon - Guitares et chœurs sur 3 chansons, dont une avec Stevie Nicks.
- 1977 : French Kiss de Bob Welch - Guitare, chœurs et arrangements sur Sentimental Lady avec Christine McVie aux claviers.
- 1977 : Fundamental Roll de Walter Egan - Joue sur 10 des 11 chansons de l'album dont six avec Stevie Nicks.
- 1978 : Leo Sayer de Leo Sayer - Guitares sur 3 chansons.
- 1979 : Bombs Away Dream Babies de John Stewart - Chœurs et guitares sur 3 chansons. .
- 1982 : Get Closer de Linda Ronstadt - Lindsey à l'accordéon sur Talk to Me of Mendocino.
- 1983 : National Lampoon's Vacation - Original Motion Picture Soundtrack Artistes variés - Lindsey sur Holiday Road et Dancin' Across The USA.
- 1984 : Jimmy Loves Maryann - Single de Josie Cotton - Guitare sur la pièce-titre.
- 1985 : Behind The Sun de Eric Clapton - Guitare rythmique sur Something's Happening. Phil Collins et Nathan East jouent  aussi sur l'album.
- 1985 : I Couldn't Get To Sleep Last Night de Espionnage - Non défini ?
- 1987 : Lonely At The Top (The Best Of Randy Newman) de Randy Newman - Chœurs sur I Love L.A. avec Christine McVie.
- 1987 : Remembrance Days de The Dream Academy - Guitare, basse, claviers et production sur 2 chansons.
- 1990 : Behind the Mask de Fleetwood Mac - Guitare acoustique sur la chanson-titre.
- 1995 : Time de Fleetwood Mac - Chœurs sur Nothing Without You
- 2013 : Hesitation Marks de Nine Inch Nails - Guitare sur Copy Of A.
- 2020 : Imploding the Mirage de The Killers - guitare solo sur Caution